# Damloup
Damloup ist eine französische Gemeinde mit 126 Einwohnern (Stand: 1. Januar 2022) im Département Meuse in der Region Grand Est (vor 2016: Lothringen). Die Gemeinde gehört zum Arrondissement Verdun und zum Kanton Belleville-sur-Meuse. 
Während des Ersten Weltkrieges wurde die Gemeinde im Zuge der Schlacht um Verdun 1916 völlig zerstört.

## Geographie
Damloup liegt etwa acht Kilometer ostnordöstlich von Verdun. Umgeben wird Damloup mit den Nachbargemeinden Douaumont-Vaux im Westen und Norden, Dieppe-sous-Douaumont im Norden und Nordosten, Abaucourt-Hautecourt im Osten und Südosten, Eix im Süden sowie Fleury-devant-Douaumont im Südwesten und Westen.

## Bevölkerungsentwicklung
| Jahr                       | 1962 | 1968 | 1975 | 1982 | 1990 | 1999 | 2006 | 2019 |
| Einwohner                  | 116  | 112  | 90   | 95   | 109  | 131  | 143  | 127  |
| Quellen: Cassini und INSEE |      |      |      |      |      |      |      |      |

## Sehenswürdigkeiten
- Kirche Saint-Loup, 1765 erbaut, 1928 wieder errichtet
- Fort de Vaux und Ouvrage de la Laufée im Festungsring Verdun

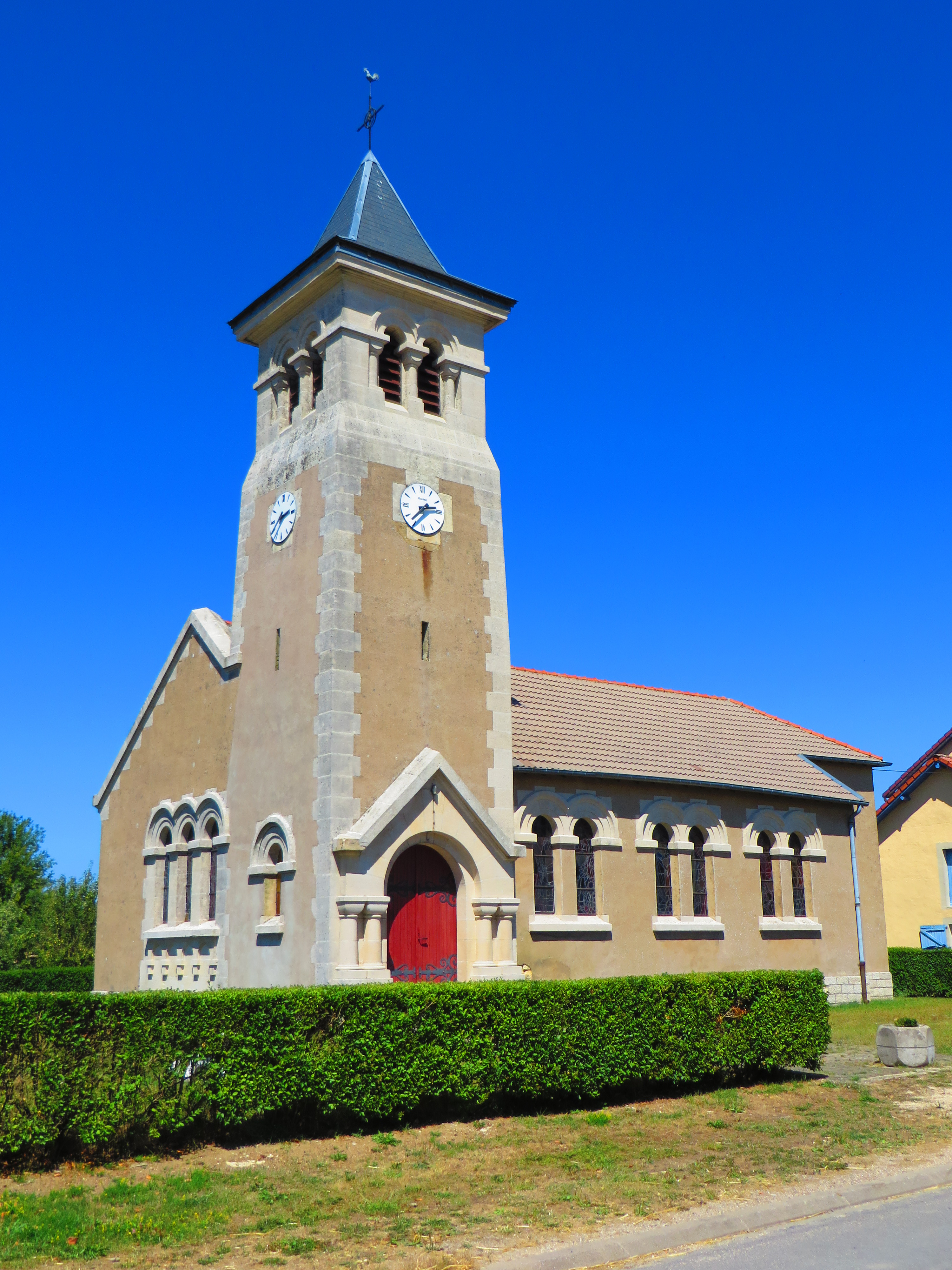
Kirche Saint-Loup